# Fakhr-al-Mulk
Abu-Ghàlib Muhàmmad ibn Alí ibn Khàlaf al-Wassití Fakhr-al-Mulk (àrab: ابوغالب محمد بن علی بن خلف الواسطی فخرالملك, Abū Ḡālib Muḥammad b. ʿAlī b. Ḫalaf al-Wāsiṭī Faẖr al-Mulk), més conegut simplement pel seu làqab Fakhr-al-Mulk, va ser un noble àrab musulmà dels segles XI i xii, visir dels buwàyhides Bahà-ad-Dawla i Sultan-ad-Dawla.
A la seva cort hi residí l'estudiós d'àlgebra Abu-Bakr al-Karají.
Després de la mort en 1015 del poeta i dirigent xiïta aix-Xarif ar-Radi, Fakhr-al-Mulk va rebre l'encàrrec de portar el seu germà, el sàyyid aix-Xarif al-Murtada de tornada a casa.
Ell era el destinatari d'almenys cinc cartes de l'estudiós sufí al-Ghazalí.